# 島根県道334号安来インター線
島根県道334号安来インター線（しまねけんどう334ごう やすぎインターせん）は、島根県安来市を通る一般県道である。

## 概要
安来市安来町から安来市島田町に至る。

### 路線データ
- 起点：安来市安来町（島根県道45号安来木次線交点）
- 終点：安来市島田町（島根県道257号布部安来線交点）

## 路線状況
起点から山陰自動車道（安来道路）沿いに上下2車線の側道が伸びており、島根県道257号布部安来線 - 本路線 - 山陰道側道 - 荒島農業集落道 - 意東荒島農道 - 意東ふるさと農道と経由すると国道9号の迂回路として利用できる。

## 地理

### 通過する自治体
- 安来市

### 交差する道路
| 交差する道路                        | 交差する場所 | 交差する場所 |
| ----------------------------------- | ------------ | ------------ |
| 島根県道45号安来木次線              | 安来町       | 起点         |
| 島根県道・鳥取県道9号安来伯太日南線 | 宮内町       |              |
| E9 山陰自動車道 / 安来道路          | 佐久保町     | 20 安来IC    |
| 島根県道257号布部安来線             | 島田町       | 終点         |

### 沿線
- 島根県立安来高等学校
- 清水寺